# Lista de episódios de Sons of Anarchy
Sons of Anarchy, uma série dramática de televisão criada por Kurt Sutter, estreou em 3 de setembro de 2008 no canal de televisão FX nos Estados Unidos. A série foi concluída em 9 de dezembro de 2014, após 92 episódios transmitidos ao longo de sete temporadas.
Sons of Anarchy conta a história de um clube de motoqueiros fora da lei com base na pequena cidade fictícia de Charming, Califórnia. A série segue o protagonista Jackson "Jax" Teller (Charlie Hunnam), filho do falecido presidente fundador John Teller, que começa a questionar o clube e a direção que eles deveriam tomar.

## Resumo
| Temporada | Temporada | Episódios | Episódios | Originalmente exibido  | Originalmente exibido  | Audiência (em milhões) |
| Temporada | Temporada | Episódios | Episódios | Estreia da temporada   | Final da temporada     | Audiência (em milhões) |
| --------- | --------- | --------- | --------- | ---------------------- | ---------------------- | ---------------------- |
|           | 1         | 13        | 13        | 3 de setembro de 2008  | 26 de novembro de 2008 | 2.21                   |
|           | 2         | 13        | 13        | 8 de setembro de 2009  | 1 de dezembro de 2009  | 3.67                   |
|           | 3         | 13        | 13        | 7 de setembro de 2010  | 30 de novembro de 2010 | 3.22                   |
|           | 4         | 14        | 14        | 6 de setembro de 2011  | 6 de dezembro de 2011  | 5.45                   |
|           | 5         | 13        | 13        | 11 de setembro de 2012 | 4 de dezembro de 2012  | 4.37                   |
|           | 6         | 13        | 13        | 10 de setembro de 2013 | 10 de dezembro de 2013 | 7.48                   |
|           | 7         | 13        | 13        | 9 de setembro de 2014  | 9 de dezembro de 2014  | 4.60                   |

## Episódios

### 1ª temporada (2008)
| N.º na série | N.º na temp. | Título                                                   | Dirigido por                   | Escrito por                  | Exibição original      | Cód. de produção | Audiência (milhões) |
| ------------ | ------------ | -------------------------------------------------------- | ------------------------------ | ---------------------------- | ---------------------- | ---------------- | ------------------- |
| 1            | 1            | "Pilot" "(Piloto)" (BR)                                  | Allen Coulter & Michael Dinner | Kurt Sutter                  | 3 de setembro de 2008  | 1WAB79           | 2.53                |
| 2            | 2            | "Seeds" "(Sementes)" (BR)                                | Charles Haid                   | Kurt Sutter                  | 10 de setembro de 2008 | 1WAB01           | 2.20                |
| 3            | 3            | "Fun Town" "(Parque de Diversões)" (BR)                  | Stephen Kay                    | Kurt Sutter                  | 17 de setembro de 2008 | 1WAB02           | 2.10                |
| 4            | 4            | "Patch Over" "(Unificação)" (BR)                         | Paris Barclay                  | James D. Parriott            | 24 de setembro de 2008 | 1WAB03           | 2.25                |
| 5            | 5            | "Giving Back" "(Devolução)" (BR)                         | Tim Hunter                     | Jack LoGiudice               | 1 de outubro de 2008   | 1WAB04           | 2.19                |
| 6            | 6            | "AK-51"                                                  | Seith Mann                     | Nichole Beattie              | 8 de outubro de 2008   | 1WAB05           | 2.09                |
| 7            | 7            | "Old Bones" "(Segredos Enterrados)" (BR)                 | Gwyneth Horder-Payton          | Dave Erickson                | 15 de outubro de 2008  | 1WAB06           | 1.87                |
| 8            | 8            | "The Pull" "(O Pagamento)" (BR)                          | Guy Ferland                    | Kurt Sutter & Jack LoGiudice | 22 de outubro de 2008  | 1WAB07           | 2.14                |
| 9            | 9            | "Hell Followed" "(Depois da Tempestade, O Inferno)" (BR) | Billy Gierhart                 | Brett Conrad                 | 29 de outubro de 2008  | 1WAB08           | 2.06                |
| 10           | 10           | "Better Half" "(Cara-Metade)" (BR)                       | Mario Van Peebles              | Pat Charles                  | 5 de novembro de 2008  | 1WAB09           | 2.14                |
| 11           | 11           | "Capybara" "(Grande Dedo-Duro)" (BR)                     | Stephen Kay                    | Kurt Sutter & Dave Erickson  | 12 de novembro de 2008 | 1WAB10           | 2.22                |
| 12           | 12           | "The Sleep of Babies" "(Sono Tranquilo)" (BR)            | Terrence O'Hara                | Kurt Sutter                  | 19 de novembro de 2008 | 1WAB11           | 2.46                |
| 13           | 13           | "The Revelator" "(O Revelador)" (BR)                     | Kurt Sutter                    | Kurt Sutter                  | 26 de novembro de 2008 | 1WAB12           | 2.48                |

### 2ª temporada (2009)
| N.º na série | N.º na temp. | Título                                           | Dirigido por          | Escrito por                                                                        | Exibição original      | Cód. de produção | Audiência (milhões) |
| ------------ | ------------ | ------------------------------------------------ | --------------------- | ---------------------------------------------------------------------------------- | ---------------------- | ---------------- | ------------------- |
| 14           | 1            | "Albification" "(Ameaça Branca)" (BR)            | Guy Ferland           | Kurt Sutter                                                                        | 8 de setembro de 2009  | 2WAB01           | 4.29                |
| 15           | 2            | "Small Tears" "(Lágrimas)" (BR)                  | Stephen Kay           | Jack LoGiudice                                                                     | 15 de setembro de 2009 | 2WAB02           | 3.71                |
| 16           | 3            | "Fix" "(Tempos Difíceis)" (BR)                   | Gwyneth Horder-Payton | Dave Erickson                                                                      | 22 de setembro de 2009 | 2WAB03           | 3.49                |
| 17           | 4            | "Eureka" "(Eureca)" (BR)                         | Guy Ferland           | Kurt Sutter & Brett Conrad                                                         | 29 de setembro de 2009 | 2WAB04           | 3.76                |
| 18           | 5            | "Smite" "(Ataque)" (BR)                          | Terrence O'Hara       | Chris Collins                                                                      | 6 de outubro de 2009   | 2WAB05           | 3.66                |
| 19           | 6            | "Falx Cerebri"                                   | Billy Gierhart        | Regina Corrado                                                                     | 13 de outubro de 2009  | 2WAB06           | 3.31                |
| 20           | 7            | "Gilead" "(Gileade, O Monte do Testemunho)" (BR) | Gwyneth Horder-Payton | Kurt Sutter & Chris Collins                                                        | 20 de outubro de 2009  | 2WAB07           | 3.70                |
| 21           | 8            | "Potlatch" "(Troca de Presentes)" (BR)           | Paul Maibaum          | Kurt Sutter & Misha Green                                                          | 27 de outubro de 2009  | 2WAB08           | 3.39                |
| 22           | 9            | "Fa Guan" "(O Juiz)" (BR)                        | Stephen Kay           | Brett Conrad & Liz Sagal                                                           | 3 de novembro de 2009  | 2WAB09           | 3.52                |
| 23           | 10           | "Balm" "(Bálsamo)" (BR)                          | Paris Barclay         | Dave Erickson & Stevie Long                                                        | 10 de novembro de 2009 | 2WAB10           | 3.38                |
| 24           | 11           | "Service" "(Acordo Secreto)" (BR)                | Phil Abraham          | História por : Brady Dahl & Cori Uchida Roteiro por : Kurt Sutter & Jack LoGiudice | 17 de novembro de 2009 | 2WAB11           | 3.48                |
| 25           | 12           | "The Culling" "(O Abate)" (BR)                   | Gwyneth Horder-Payton | Kurt Sutter & Dave Erickson                                                        | 24 de novembro de 2009 | 2WAB12           | 3.44                |
| 26           | 13           | "Na Trioblóidí" "(Tempo de Conflitos)" (BR)      | Kurt Sutter           | Kurt Sutter                                                                        | 1 de dezembro de 2009  | 2WAB13           | 4.33                |

### 3ª temporada (2010)
| N.º na série | N.º na temp. | Título                                           | Dirigido por          | Escrito por                                                         | Exibição original      | Cód. de produção | Audiência (milhões) |
| ------------ | ------------ | ------------------------------------------------ | --------------------- | ------------------------------------------------------------------- | ---------------------- | ---------------- | ------------------- |
| 27           | 1            | "SO"                                             | Stephen Kay           | Kurt Sutter                                                         | 7 de setembro de 2010  | 3WAB01           | 4.13                |
| 28           | 2            | "Oiled" "(À Procura de Abel)" (BR)               | Gwyneth Horder-Payton | Kurt Sutter & Dave Erickson                                         | 14 de setembro de 2010 | 3WAB02           | 3.37                |
| 29           | 3            | "Caregiver" "(Cuidados)" (BR)                    | Billy Gierhart        | Chris Collins & Regina Corrado                                      | 21 de setembro de 2010 | 3WAB03           | 3.48                |
| 30           | 4            | "Home" "(O Lar)" (BR)                            | Guy Ferland           | Kurt Sutter & Liz Sagal                                             | 28 de setembro de 2010 | 3WAB04           | 2.98                |
| 31           | 5            | "Turning and Turning" "(Virando e Virando)" (BR) | Gwyneth Horder-Payton | Dave Erickson & Marco Ramirez                                       | 5 de outubro de 2010   | 3WAB05           | 3.12                |
| 32           | 6            | "The Push" "(O Empurrão)" (BR)                   | Stephen Kay           | Chris Collins & Julie Bush                                          | 12 de outubro de 2010  | 3WAB06           | 2.85                |
| 33           | 7            | "Widening Gyre" "(Problemas nos Negócios)" (BR)  | Billy Gierhart        | Kurt Sutter & Regina Corrado                                        | 19 de outubro de 2010  | 3WAB07           | 2.59                |
| 34           | 8            | "Lochán Mór" "(O Grande Lago)" (BR)              | Guy Ferland           | Dave Erickson & Liz Sagal & Kurt Sutter                             | 26 de outubro de 2010  | 3WAB08           | 2.67                |
| 35           | 9            | "Turas" "(A Jornada)" (BR)                       | Stephen Kay           | História por : Kurt Sutter Roteiro por : Chris Collins & Brady Dahl | 2 de novembro de 2010  | 3WAB09           | 3.35                |
| 36           | 10           | "Fírinne" "(A Verdade)" (BR)                     | Gwyneth Horder-Payton | Kurt Sutter & Vaun Wilmott                                          | 9 de novembro de 2010  | 3WAB10           | 3.18                |
| 37           | 11           | "Bainne" "(Leite)" (BR)                          | Adam Arkin            | Dave Erickson & Regina Corrado & Kurt Sutter                        | 16 de novembro de 2010 | 3WAB11           | 3.40                |
| 38           | 12           | "June Wedding" "(A Agente June)" (BR)            | Phil Abraham          | História por : Kurt Sutter Roteiro por : Chris Collins              | 23 de novembro de 2010 | 3WAB12           | 3.27                |
| 39           | 13           | "NS"                                             | Kurt Sutter           | Kurt Sutter & Dave Erickson                                         | 30 de novembro de 2010 | 3WAB13           | 3.59                |

### 4ª temporada (2011)
| N.º na série | N.º na temp. | Título                                                | Dirigido por          | Escrito por                                 | Exibição original      | Cód. de produção | Audiência (milhões) |
| ------------ | ------------ | ----------------------------------------------------- | --------------------- | ------------------------------------------- | ---------------------- | ---------------- | ------------------- |
| 40           | 1            | "Out" "(Fora da Prisão)" (BR)                         | Paris Barclay         | Kurt Sutter                                 | 6 de setembro de 2011  | 4WAB01           | 4.93                |
| 41           | 2            | "Booster" "(Hora de Decisão)" (BR)                    | Guy Ferland           | Dave Erickson & Chris Collins               | 13 de setembro de 2011 | 4WAB02           | 3.71                |
| 42           | 3            | "Dorylus"                                             | Peter Weller          | Regina Corrado & Liz Sagal                  | 20 de setembro de 2011 | 4WAB03           | 3.42                |
| 43           | 4            | "Una Venta"                                           | Billy Gierhart        | Kurt Sutter & Marco Ramirez                 | 27 de setembro de 2011 | 4WAB04           | 3.28                |
| 44           | 5            | "Brick" "(O Título)" (BR)                             | Paris Barclay         | Dave Erickson & Brady Dahl                  | 4 de outubro de 2011   | 4WAB05           | 3.51                |
| 45           | 6            | "With an X" "(Com um X)" (BR)                         | Guy Ferland           | Chris Collins & Regina Corrado              | 11 de outubro de 2011  | 4WAB06           | 3.56                |
| 46           | 7            | "Fruit for the Crows" "(Frutas para os Corvos)" (BR)  | Gwyneth Horder-Payton | Kurt Sutter & Liz Sagal                     | 18 de outubro de 2011  | 4WAB07           | 3.65                |
| 47           | 8            | "Family Recipe" "(Receita de Família)" (BR)           | Paul Maibaum          | Dave Erickson & Brady Dahl                  | 25 de outubro de 2011  | 4WAB08           | 3.82                |
| 48           | 9            | "Kiss" "(Beijo)" (BR)                                 | Billy Geirhart        | Regina Corrado & Marco Ramirez              | 1 de novembro de 2011  | 4WAB09           | 3.63                |
| 49           | 10           | "Hands" "(Mão)" (BR)                                  | Peter Weller          | Chris Collins & David LaBrava & Kurt Sutter | 8 de novembro de 2011  | 4WAB10           | 3.93                |
| 50           | 11           | "Call of Duty" "(O Dever Chama)" (BR)                 | Gwyneth Horder-Payton | Liz Sagal & Gladys Rodriguez                | 15 de novembro de 2011 | 4WAB11           | 4.23                |
| 51           | 12           | "Burnt and Purged Away" "(Purificado pelo Fogo)" (BR) | Paris Barclay         | Kurt Sutter & Dave Erickson                 | 22 de novembro de 2011 | 4WAB12           | 3.85                |
| 52           | 13           | "To Be (Act 1)" "(Ser – Parte 1)" (BR)                | Kurt Sutter           | Kurt Sutter & Chris Collins                 | 29 de novembro de 2011 | 4WAB13           | 4.42                |
| 53           | 14           | "To Be (Act 2)" "(Ser – Parte 2)" (BR)                | Kurt Sutter           | Kurt Sutter & Chris Collins                 | 6 de dezembro de 2011  | 4WAB14           | 4.24                |

### 5ª temporada (2012)
| N.º na série | N.º na temp. | Título                                         | Dirigido por          | Escrito por                                 | Exibição original      | Cód. de produção | Audiência (milhões) |
| ------------ | ------------ | ---------------------------------------------- | --------------------- | ------------------------------------------- | ---------------------- | ---------------- | ------------------- |
| 54           | 1            | "Sovereign" "(Soberano)" (BR)                  | Paris Barclay         | Kurt Sutter                                 | 11 de setembro de 2012 | 5WAB01           | 5.37                |
| 55           | 2            | "Authority Vested" "(Autoridades)" (BR)        | Peter Weller          | Regina Corrado                              | 18 de setembro de 2012 | 5WAB02           | 4.17                |
| 56           | 3            | "Laying Pipe" "(Manobras)" (BR)                | Adam Arkin            | Kem Nunn & Liz Sagal & Kurt Sutter          | 25 de setembro de 2012 | 5WAB03           | 3.80                |
| 57           | 4            | "Stolen Huffy" "(O Velório)" (BR)              | Paris Barclay         | Chris Collins                               | 2 de outubro de 2012   | 5WAB04           | 4.60                |
| 58           | 5            | "Orca Shrugged" "(Seguindo em Frente)" (BR)    | Gwyneth Horder-Payton | Regina Corrado & Kurt Sutter                | 9 de outubro de 2012   | 5WAB05           | 4.34                |
| 59           | 6            | "Small World" "(Mundo Pequeno)" (BR)           | Adam Arkin            | Roberto Patino                              | 16 de outubro de 2012  | 5WAB06           | 4.03                |
| 60           | 7            | "Toad's Wild Ride" "(Caminhos Perigosos)" (BR) | Peter Weller          | Kurt Sutter & Chris Collins                 | 23 de outubro de 2012  | 5WAB07           | 4.30                |
| 61           | 8            | "Ablation" "(Ablação)" (BR)                    | Karen Gaviola         | Mike Daniels                                | 30 de outubro de 2012  | 5WAB08           | 4.58                |
| 62           | 9            | "Andare Pescare"                               | Billy Gierhart        | Liz Sagal & Kurt Sutter                     | 6 de novembro de 2012  | 5WAB09           | 3.96                |
| 63           | 10           | "Crucifixed" "(Crucificado)" (BR)              | Guy Ferland           | Kem Nunn                                    | 13 de novembro de 2012 | 5WAB10           | 4.58                |
| 64           | 11           | "To Thine Own Self" "(Ordem na Casa)" (BR)     | Paris Barclay         | Mike Daniels & John Barcheski & Kurt Sutter | 20 de novembro de 2012 | 5WAB11           | 4.23                |
| 65           | 12           | "Darthy" "(Malévolo)" (BR)                     | Peter Weller          | Chris Collins & Kurt Sutter                 | 27 de novembro de 2012 | 5WAB12           | 4.25                |
| 66           | 13           | "J'ai Obtenu Cette" "(Um Dia Daqueles)" (BR)   | Kurt Sutter           | Kurt Sutter & Chris Collins                 | 4 de dezembro de 2012  | 5WAB13           | 4.66                |

### 6ª temporada (2013)
| N.º na série | N.º na temp. | Título                                          | Dirigido por          | Escrito por                                  | Exibição original      | Cód. de produção | Audiência (milhões) |
| ------------ | ------------ | ----------------------------------------------- | --------------------- | -------------------------------------------- | ---------------------- | ---------------- | ------------------- |
| 67           | 1            | "Straw" "(Os Pecados do Passado)" (BR)          | Paris Barclay         | Kurt Sutter                                  | 10 de setembro de 2013 | 6WAB01           | 5.87                |
| 68           | 2            | "One One Six" "(Um, Um, Seis)" (BR)             | Peter Weller          | Chris Collins & Adria Lang                   | 17 de setembro de 2013 | 6WAB02           | 4.63                |
| 69           | 3            | "Poenitentia" "(Penitência)" (BR)               | Guy Ferland           | Charles Murray & Kurt Sutter                 | 24 de setembro de 2013 | 6WAB03           | 4.48                |
| 70           | 4            | "Wolfsangel" "(Armadilha)" (BR)                 | Billy Gierhart        | Kurt Sutter & Kem Nunn                       | 1 de outubro de 2013   | 6WAB04           | 4.59                |
| 71           | 5            | "The Mad King" "(O Rei Louco)" (BR)             | Gwyneth Horder-Payton | Chris Collins & Roberto Patino & Kurt Sutter | 8 de outubro de 2013   | 6WAB05           | 4.46                |
| 72           | 6            | "Salvage" "(Resgate)" (BR)                      | Adam Arkin            | Mike Daniels & Kurt Sutter                   | 15 de outubro de 2013  | 6WAB06           | 4.35                |
| 73           | 7            | "Sweet and Vaded" "(Recomeço)" (BR)             | Paris Barclay         | Kurt Sutter & Adria Lang                     | 22 de outubro de 2013  | 6WAB07           | 4.38                |
| 74           | 8            | "Los Fantasmas"                                 | Peter Weller          | Roberto Patino & Kurt Sutter                 | 29 de outubro de 2013  | 6WAB08           | 4.20                |
| 75           | 9            | "John 8:32" "(João 8:32)" (BR)                  | Guy Ferland           | Kem Nunn & Kurt Sutter                       | 5 de novembro de 2013  | 6WAB09           | 4.49                |
| 76           | 10           | "Huang Wu"                                      | Billy Gierhart        | Kurt Sutter & Charles Murray                 | 12 de novembro de 2013 | 6WAB10           | 4.38                |
| 77           | 11           | "Aon Rud Persanta" "(Nada Pessoal)" (BR)        | Peter Weller          | Chris Collins & Kurt Sutter                  | 19 de novembro de 2013 | 6WAB11           | 4.17                |
| 78           | 12           | "You Are My Sunshine" "(Você é Minha Luz)" (BR) | Paris Barclay         | Kem Nunn & Mike Daniels & Kurt Sutter        | 3 de dezembro de 2013  | 6WAB12           | 4.58                |
| 79           | 13           | "A Mother's Work" "(Trabalho de Mãe)" (BR)      | Kurt Sutter           | Kurt Sutter & Chris Collins                  | 10 de dezembro de 2013 | 6WAB13           | 5.17                |

### 7ª temporada (2014)
| N.º na série | N.º na temp. | Título                                                           | Dirigido por   | Escrito por                                  | Exibição original      | Cód. de produção | Audiência (milhões) |
| ------------ | ------------ | ---------------------------------------------------------------- | -------------- | -------------------------------------------- | ---------------------- | ---------------- | ------------------- |
| 80           | 1            | "Black Widower" "(Viúvo Negro)" (BR)                             | Paris Barclay  | Kurt Sutter                                  | 9 de setembro de 2014  | 7WAB01           | 6.20                |
| 81           | 2            | "Toil and Till" "(Trabalho e Cultivo)" (BR)                      | Billy Gierhart | Charles Murray & Kurt Sutter                 | 16 de setembro de 2014 | 7WAB02           | 4.83                |
| 82           | 3            | "Playing with Monsters" "(Brincando com Monstros)" (BR)          | Craig Yahata   | Peter Elkoff & Kurt Sutter                   | 23 de setembro de 2014 | 7WAB03           | 4.13                |
| 83           | 4            | "Poor Little Lambs" "(Pobre Carneirinho)" (BR)                   | Guy Ferland    | Kem Nunn & Kurt Sutter                       | 30 de setembro de 2014 | 7WAB04           | 4.04                |
| 84           | 5            | "Some Strange Eruption" "(Uma Estranha Erupção)" (BR)            | Peter Weller   | Roberto Patino & Kurt Sutter                 | 7 de outubro de 2014   | 7WAB05           | 4.32                |
| 85           | 6            | "Smoke 'em if You Got 'em" "(Faça O Que Quiser, Se Puder!)" (BR) | Guy Ferland    | Mike Daniels & Kurt Sutter                   | 14 de outubro de 2014  | 7WAB06           | 4.42                |
| 86           | 7            | "Greensleeves"                                                   | Paris Barclay  | Gladys Rodriguez & Josh Botana & Kurt Sutter | 21 de outubro de 2014  | 7WAB07           | 4.29                |
| 87           | 8            | "The Separation of Crows" "(A Separação dos Corvos)" (BR)        | Charles Murray | Peter Elkoff & John Barcheski & Kurt Sutter  | 28 de outubro de 2014  | 7WAB08           | 3.94                |
| 88           | 9            | "What a Piece of Work Is Man" "(A Que Ponto o Homem Chega)" (BR) | Peter Weller   | Mike Daniels & Roberto Patino & Kurt Sutter  | 4 de novembro de 2014  | 7WAB09           | 3.88                |
| 89           | 10           | "Faith and Despondency" "(Fé e Desânimo)" (BR)                   | Paris Barclay  | Kem Nunn & Gladys Rodriguez & Kurt Sutter    | 11 de novembro de 2014 | 7WAB10           | 4.38                |
| 90           | 11           | "Suits of Woe" "(Vestes de Mágoa)" (BR)                          | Peter Weller   | Peter Elkoff & Mike Daniels & Kurt Sutter    | 18 de novembro de 2014 | 7WAB11           | 4.62                |
| 91           | 12           | "Red Rose" "(Rosa Vermelha)" (BR)                                | Paris Barclay  | Kurt Sutter & Charles Murray                 | 2 de dezembro de 2014  | 7WAB12           | 5.05                |
| 92           | 13           | "Papa's Goods" "(Legado do Papai)" (BR)                          | Kurt Sutter    | Kurt Sutter                                  | 9 de dezembro de 2014  | 7WAB13           | 6.40                |

## Audiência
O final da sétima e última temporada em 9 de dezembro de 2014 obteve a maior audiência na história da série. O episódio foi assistido por 6,40 milhões de telespectadores.
| Temporada | Temporada | Ep. 1 | Ep. 2 | Ep. 3 | Ep. 4 | Ep. 5 | Ep. 6 | Ep. 7 | Ep. 8 | Ep. 9 | Ep. 10 | Ep. 11 | Ep. 12 | Ep. 13 | Ep. 14 | Audiência |
| --------- | --------- | ----- | ----- | ----- | ----- | ----- | ----- | ----- | ----- | ----- | ------ | ------ | ------ | ------ | ------ | --------- |
|           | 1         | 2.53  | 2.20  | 2.10  | 2.25  | 2.19  | 2.09  | 1.87  | 2.14  | 2.06  | 2.14   | 2.22   | 2.46   | 2.48   | N/A    | 2.21      |
|           | 2         | 4.29  | 3.71  | 3.49  | 3.76  | 3.66  | 3.31  | 3.70  | 3.39  | 3.52  | 3.38   | 3.48   | 3.44   | 4.33   | N/A    | 3.67      |
|           | 3         | 4.13  | 3.37  | 3.48  | 2.98  | 3.12  | 2.85  | 2.59  | 2.67  | 3.35  | 3.18   | 3.40   | 3.27   | 3.59   | N/A    | 3.22      |
|           | 4         | 4.93  | 3.71  | 3.42  | 3.28  | 3.51  | 3.56  | 3.65  | 3.82  | 3.63  | 3.93   | 4.23   | 3.85   | 4.42   | 4.24   | 5.45      |
|           | 5         | 5.37  | 4.17  | 3.80  | 4.60  | 4.34  | 4.03  | 4.30  | 4.58  | 3.96  | 4.58   | 4.23   | 4.25   | 4.66   | N/A    | 4.37      |
|           | 6         | 5.87  | 4.63  | 4.48  | 4.59  | 4.46  | 4.35  | 4.38  | 4.20  | 4.49  | 4.38   | 4.17   | 4.58   | 5.17   | N/A    | 7.48      |
|           | 7         | 6.20  | 4.83  | 4.13  | 4.04  | 4.32  | 4.42  | 4.29  | 3.94  | 3.88  | 4.38   | 4.62   | 5.05   | 6.40   | N/A    | 4.60      |